# Pradel Moreels
Pradel Moreels (Sint-Kruis-Winkel, 30 december 1918 - Gent, 3 februari 2002), was een Belgische atleet, die gespecialiseerd was in de 3000 m steeple en het veldlopen. Hij veroverde één Belgische titel.

## Biografie
Moreels werd in 1941 Belgische kampioen op de 3000 m. Hij was aangesloten bij AA Gent, waar hij nadien ook voorzitter werd.

## Belgische kampioenschappen
| Onderdeel      | Jaar |
| -------------- | ---- |
| 3000 m steeple | 1941 |

## Palmares
3000 m steeple
- 1941:  BK AC – 9.51,0